# Tossignano
Tossignano (Tusgnân in romagnolo) è una frazione di circa 400 abitanti del comune di Borgo Tossignano, nella città metropolitana di Bologna. Si trova su uno sperone proteso sulla vallata del Santerno, mentre il Borgo è sito nel fondovalle. Fino al 1954 Tossignano è stata sede comunale.

## Storia

### Età antica e Alto Medioevo
La presenza umana nella media Valle del Santerno è di antichissime origini, come dimostrano rinvenimenti di sepolture di epoca villanoviana. Tra i popoli italici che abitarono la valle si segnalano nell'Età del Ferro i Liguri, poi soppiantati in tempi storici dagli Umbri. Dal V secolo a.C. è riscontrata inoltre la presenza celtica. Umbri e Celti resistettero durante il III secolo all'avanzata dei Romani, la cui conquista fu completata solamente all'inizio del secolo seguente.

I romani edificarono un sito fortificato in posizione strategica sulla rupe gessosa sovrastante il Santerno da cui si domina la pianura.
Nell'Alto Medioevo Tossignano assunse l'aspetto di centro fortificato (castrum Thausinianum o Tauxiniani). Il primo documento che ricorda il castrum risale all'8 ottobre 873. Vassallo di Imola, Tossignano cercò più volte di ribellarsi. Nel 966 venne distrutto a seguito di una rivolta, poi fu riedificato dagli stessi imolesi. Nel 1005 era governato da Alberto di Tossignano, ma sotto la protezione dei fiorentini. Tra il 1062 ed il 1070 i fiorentini, nelle loro mire espansionistiche, contesero a lungo Tossignano agli imolesi, che faticarono non poco a mantenerlo.
Tossignano aveva una pieve, dedicata a Maria Assunta (Plebs Sanctae Mariae Castri Tauxiniani nei documenti dell'epoca), con giurisdizione religiosa e politica su tutta la media valle del Santerno, nota a livello documentario dall'anno 787. Dal 1126 il pievato di Tossignano passò sotto la giurisdizione della chiesa vescovile imolese per decisione di papa Onorio II. La decisione venne confermata dai successori.

### Dal Basso Medioevo all'Età Moderna
Anche il Comune di Tossignano si formò presto; nel 1181 ebbe già i suoi due consoli documentati.
Nel periodo in cui infuriarono le guerre tra guelfi e ghibellini, Tossignano fu alleata dei primi. Imola invece era ghibellina: i due centri divennero acerrimi nemici. Tossignano si schierò con le guelfe Faenza e Bologna. Nel maggio 1198 si alleò con l'esercito guidato da Bolognesi e Faentini. Imola, stretta tra le due città, fece da perno dello schieramento imperiale. Vi aveva sede Marquardo di Annweiler, Legato dell'imperatore e Duca di Romagna. Marquardo attese l'esercito guelfo fino a pochi km dal centro abitato, poi scatenò la controffensiva. Gli avversari furono ricacciati indietro; l'avanzata degli imperiali fu inarrestabile. Giunti a Tossignano, presero il castello e lo rasero al suolo. Molti abitanti furono deportati a Fontana Elice, mentre i superstiti si rifugiarono sui monti circostanti. Saccheggiato e distrutto totalmente, il paese rimase abbandonato per quattro mesi. I tossignanesi sopravvissuti andarono a stabilirsi nel fondovalle, dando origine, sulla riva destra del fiume Santerno, al Borgo.
Dal 1198 a tutto il XIII secolo Tossignano fu amministrata dalla guelfa Bologna, accanto alla quale combatté contro i ghibellini (guidati da Maghinardo Pagani). Nel 1256 i Bolognesi, vittoriosi sull'imperatore Federico II, ricostruirono il castello. Tossignano fu elevata a sede del comitatus (contado) supra Stratam, ovvero a meridione della Via Emilia, allora denominata "Strada romana", comprendente 40 castelli; fu dotata di un Palazzo Pretorio retto da due consoli.
Nel XIV secolo Tossignano fu di nuovo contesa tra Bologna e Imola, che cercarono di annetterla ai propri dominii approfittando della lontananza dei papi, trasferitisi ad Avignone. Avendo deciso di ritornare a Roma, nella seconda metà del XIV secolo la Santa Sede avviò l'operazione di recupero dei propri territori. Tossignano tornò sede di vicariato vescovile e fu concessa in feudo alla famiglia Alidosi, che lo tenne fino al 1424 (Alidosio Alidosi fu il primo podestà nel 1365). Nel 1371 la Santa Sede decise di effettuare un censimento fiscale dei territori riconquistati. A Tossignano fu registrata la capacità contributiva più alta di tutta la valle del Santerno, la seconda di tutta la diocesi dopo Imola e davanti a Lugo. Nel territorio si contarono ben 350 focularia (soggetti abili al lavoro). 

Il vecchio palazzo comunale, distrutto nella Seconda guerra mondiale.

Piazza Umberto I prima del conflitto mondiale.

La piazza del paese il 30 maggio 1945.

Durante i secoli XV e XVI Tossignano fu contesa da numerose famiglie patrizie:
- Dal 1404 al 1408 fu di Alberico II da Barbiano (poi tornò agli Alidosi che lo ressero con Ludovico);
- Dal 1424 fu dei Manfredi di Faenza, prima Guidaccio e poi Taddeo;
- Dal 1473 al 1499 subentrano i Riario-Sforza, prima con Girolamo Riario e poi, alla morte di questi nel 1488, con la moglie Caterina Sforza in qualità di tutrice del figlio Ottaviano Riario;
- Dal 1500 al 1503 fu di Cesare Borgia (figlio di papa Alessandro VI e detto il duca Valentino);
- Dal 1503 al 1505 fu della Repubblica di Venezia;
- Nel 1506 lo Stato Pontificio, impegnato nella riconquista di Bologna, riprese Tossignano e la ridusse nuovamente a feudo[11];
- Dopo il 1506 fu affidata in feudo a: Ricciardo Alidosi di Castel del Rio, Ramazotto Ramazotti di Scaricalasino, ai Carafa di Napoli, nipoti di Paolo IV;
- Dal 1560 l'ebbe il conte Federico Borromei, che lo diede in dote alla sorella Ortensia, sposa del conte Annibale d'Altemps.
- Dal 1565 al 1700 ai tedeschi Altemps (il dominio più lungo: 135 anni). Furono essi ad edificare la chiesa di San Michele e a riparare le mura[4];
- Dal 1700 al 1757 ai Marchesi Spada di Bologna;
- Dal 1757 al 1797 al Marchese Francesco Martelli Tartagni di Forlì, che fu spodestato dai napoleonici.

Nel periodo in cui fece parte dello Stato Pontificio, nella Legazione di Ravenna, il governatore ("sindaco") di Tossignano gestiva l'alta valle del Santerno vino a Valsalva, al confine col Granducato di Toscana. Vi aveva sede anche un tribunale penale.

### Dal XIX secolo ad oggi

Ceramica artistica che ricorda i 350 anni dell'istituzione della "Festa della Polenta" (1972).

La venerata immagine della Madonna della Spiga.

Nel 1827 Tossignano, insieme con i centri limitrofi di Castel del Rio e Fontanelice, viene "declassato" da sede di residenza di governatori a podesteria. Viene aggregato al governo ("Comune") di Casola Valsenio.
Nel dicembre 1859, con il nascente Regno d'Italia, Tossignano entrò a far parte della provincia di Ravenna, inserito nel Mandamento di Casola Valsenio.

Nel 1884 passò, insieme agli altri Comuni della Vallata del Santerno, dalla Provincia di Ravenna a quella di Bologna, di cui fa parte tuttora.
Durante la seconda guerra mondiale fu sede delle ultime linee di difesa tedesche. Gli eserciti alleati lo colpirono massicciamente con cannonate e bombardamenti aerei. I combattimenti infuriarono per sette mesi (metà settembre 1944 - aprile 1945). Tossignano e la media valle del Santerno furono liberate dal Reggimento paracadutisti "Nembo" (comprendente paracadutisti, marinai e partigiani), inquadrato nel Gruppo di Combattimento "Folgore". La componente partigiana fu quella del Battaglione «Libero», in particolare la 1ª Compagnia "Bianconcini-Folgore". Tossignano venne liberata nei giorni 11 e 12 aprile; il 16 aprile i primi sfollati ricominciarono a tornare nelle proprie case. I morti civili furono 95, quelli della Folgore 141. Il sito fu totalmente distrutto: non rimase in piedi neanche una casa (si salvò soltanto la Chiesa di San Girolamo). In considerazione di una tragedia di così vaste proporzioni, Tossignano fu definita la "Cassino romagnola". Il comune fu inserito nell'elenco nazionale dei centri più sinistrati dagli eventi bellici, poiché il patrimonio pubblico e privato subì distruzioni per oltre il 90%
Dopo il conflitto il paese fu ricostruito, anche se su un'estensione più ridotta. La sede comunale fu trasferita nella frazione Borgo. Il trasferimento divenne definitivo nel 1954; da allora Tossignano è una frazione di Borgo Tossignano.
Oggi Tossignano è meta di turismo e villeggiatura, soprattutto nei mesi estivi.

## Monumenti e luoghi d'interesse
- Ruderi della Rocca di Tossignano - Eretta in posizione strategica da cui si domina tutta la vallata terminò la sua funzione difensiva ai primi del Cinquecento. Durante la seconda guerra mondiale fu occupata dai tedeschi, che ne fecero un caposaldo. Per questo fu pesantemente bombardata dagli alleati, fino a distruggerla completamente. Oggi rimangono visibili il fossato e il plinto del ponte levatoio.
- Chiesa di San Girolamo - Menzionata sin dal 1449 come oratorio, successivamente fu ampliata e trasformata in chiesa. Unico edificio di Tossignano risparmiato dai bombardamenti della seconda guerra mondiale, fu restaurato in tre fasi distinte tra il 1971 e il 1993[17].
- Chiesa di San Michele - Fu edificata nel 1566. Distrutta dai bombardamenti della Seconda guerra mondiale, è stata riedificata nel 1962 sul luogo della precedente. Al suo interno è custodita l'immagine della Madonna della Spiga, la patrona del paese. Si tratta di una tavola di scuola toscana del XV secolo.

## Società

### Religione
L'antica pieve di Tossignano compare tra le diciotto pievi documentate per il periodo 700-1100. Intitolata a S. Maria Assunta, è menzionata in documenti risalenti agli anni 787, 872, 958 e 968. Il suo fonte battesimale è il più antico di tutta la vallata del Santerno. Al suo rettore, vicario foraneo del vescovo d'Imola, spettava di diritto il ruolo di canonico della cattedrale.
La parrocchia di Tossignano fa parte della Diocesi di Imola. Vi ha sede il «Centro di spiritualità "Villa Santa Maria"», fondato da monsignor Tarcisio Foresti durante l'episcopato di Benigno Carrara.
Tossignano è una delle località attraversate dal Cammino di Sant'Antonio, l'itinerario spirituale e naturalistico dedicato al frate portoghese.

## Cultura

### Musei
- Museo geologico della Vena del Gesso. La Vena del Gesso Romagnola è una formazione gessoso-solfifera che caratterizza le medie valli del Santerno e del Senio. L'«Ente gestione per i parchi e la biodiversità - Romagna» ha acquistato dal Demanio il palazzo baronale di Tossignano, all'interno del quale ha allestito il museo. Il percorso espositivo si articola su sette aree tematiche[18] posti al secondo piano. Al primo piano vi sono ambienti destinati ad ufficio informazioni, laboratori e biblioteca. Il museo è stato inaugurato il 24 settembre 2022[19].

### Eventi e ricorrenze
- «Festa della Polenta». Manifestazione plurisecolare, la festa si tiene ininterrottamente da oltre quattro secoli, ad esclusione degli anni 1944, 1945, 2020 e 2021. Fu istituita il 1º febbraio 1622 dal governatore pontificio. È la festa più antica della Romagna occidentale.
- «Madonna della Spiga», Patrona di Tossignano. La tradizionale immagine è legata al lavoro dei campi: in giugno maturavano le coltivazioni ed i contadini si preparavano alla mietitura delle spighe.
- Festa del Villeggiante (1-15 agosto), concerti, spettacoli, proiezioni cinematografiche, cena in piazza, eventi gastronomici e ludici.
- Festa dell'Assunta (15 agosto, giorno dell'Assunzione di Maria); il momento più importante è la fiaccolata. La processione parte dalla piazza del paese e termina davanti alla nicchia della Madonna di Lourdes (edificata nel 1930);
- «Falò di San Nicolò» (6 dicembre).
- Festa della frittella del fiore di acacia (primo sabato di maggio)